# 알바이주
알바이주(영어: Province of Albay)는 필리핀 루손섬 남부에 있는 지방인 비콜 지방에 속한 주로 주도는 레가스피이며 인구는 1,314,826명(2015년 기준), 면적은 2,565.77 km2이다. 북쪽으로는 남카마리네스주, 남쪽으로는 소르소곤주와 접하며 북동쪽으로는 라고노이만과 접한다.
알바이주 중앙에 있는 마욘산(해발 2,462 m)은 산의 모습이 아름다워 알바이주의 상징으로 손꼽히고 있으며 필리핀 정부에서 지정한 국립공원 가운데 하나이기도 하다.

## 인구
| 연도         | 인구      | ±% p.a. |
| ------------ | --------- | ------- |
| 1903         | 200,916   | —       |
| 1918         | 259,704   | +1.73%  |
| 1939         | 333,920   | +1.20%  |
| 1948         | 394,694   | +1.88%  |
| 1960         | 514,980   | +2.24%  |
| 1970         | 673,981   | +2.72%  |
| 1975         | 728,827   | +1.58%  |
| 1980         | 809,177   | +2.11%  |
| 1990         | 903,785   | +1.11%  |
| 1995         | 1,005,315 | +2.01%  |
| 2000         | 1,090,907 | +1.77%  |
| 2007         | 1,187,185 | +1.17%  |
| 2010         | 1,233,432 | +1.40%  |
| 2015         | 1,314,826 | +1.22%  |
| 2020         | 1,374,768 | +0.88%  |
| Sources: PSA |           |         |